# Rue du Bon Secours
Pour les articles homonymes, voir Rue Bon-Secours et Rue de Bonsecours.
La rue du Bon Secours à Bruxelles va du boulevard Anspach à la rue du Marché au Charbon. Elle doit ce nom relativement récent (1869) à la proximité de l'église Notre-Dame du Bon Secours. Les maisons les plus anciennes faisaient partie d'une rue médiévale appelée Coin des Teinturiers. Cette rue formait un T dont la barre supérieure fut absorbée par le boulevard Anspach lors du voûtement de la Senne. N'en subsista que la barre verticale du T. Pour compenser l'importante différence de niveau entre la partie ancienne de la rue et celle du XIXe siècle, dont l'assiette correspond à celle du boulevard Anspach, plus élevée à cause de la voûte des collecteurs de la Senne, les trottoirs comportent - chose rare à Bruxelles - quelques escaliers. L'une des façades est ornée d'une peinture murale qui fait partie du Parcours BD de Bruxelles

## Photos

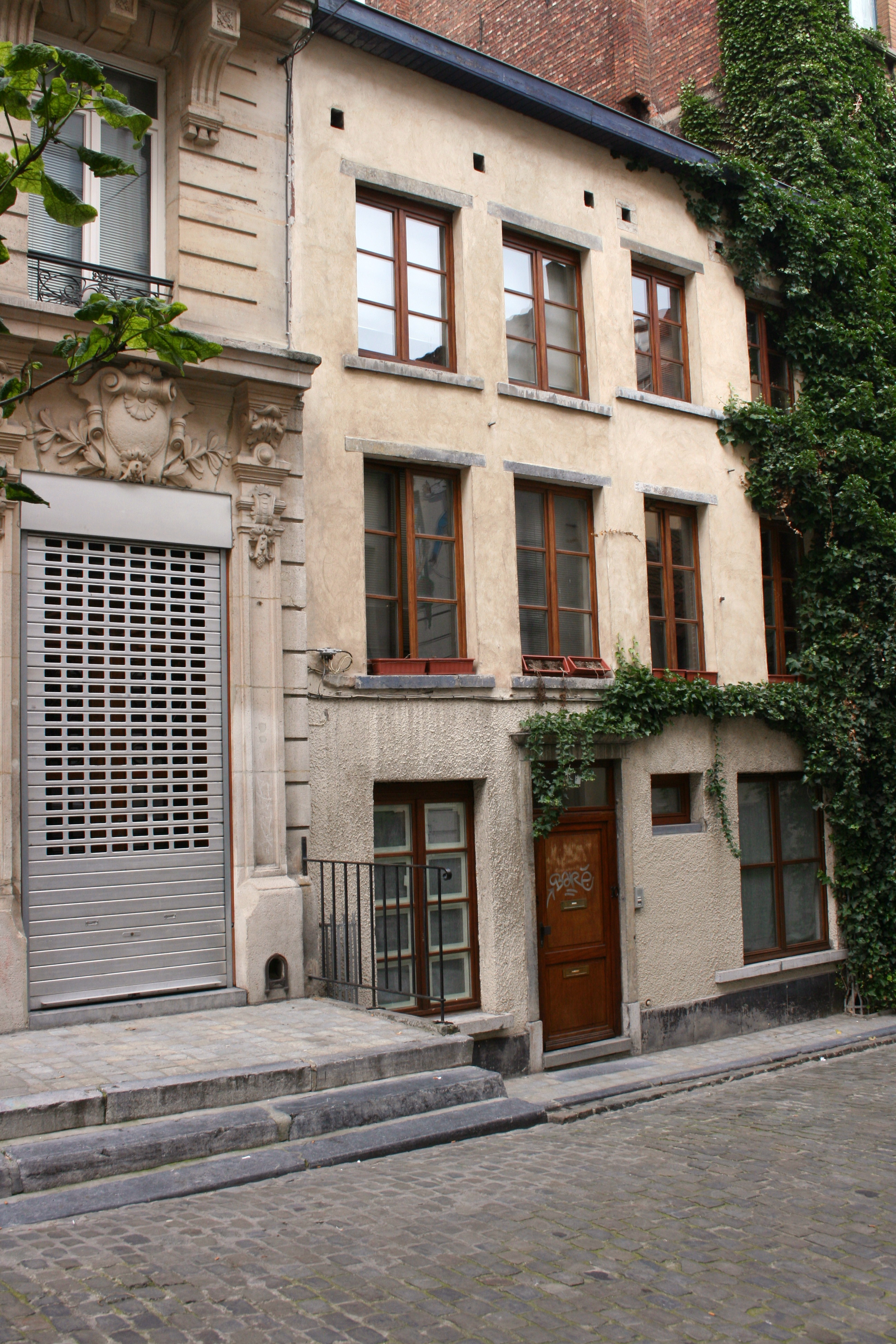
Escaliers du côté pair de la rue
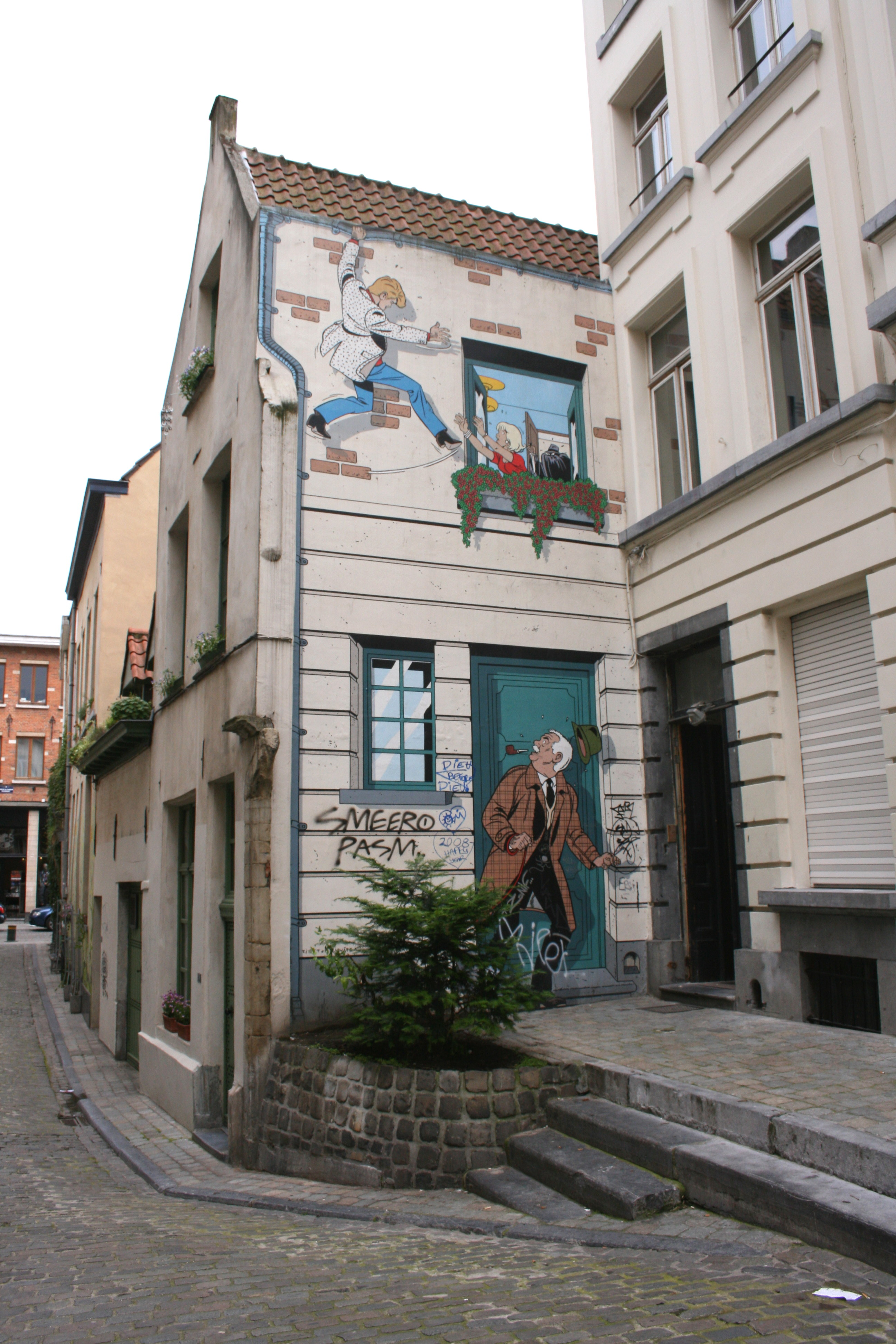
Escaliers du côté impair de la rue et façade latérale du N°9 faisant partie du Parcours BD de Bruxelles